# BHP Biliton
BHP Billiton je velika angloavstralska korporacija, ki se ukvarja z rudarstvom in kovinsko industrijo. Velja za največje rudarsko podjetje na svetu po prihodnkih (2013) in največje avstralsko podjetje po kapitalu. BHP Billiton je bil ustanovljen leta 2001, ko sta se združila avstralski en Hill Proprietary Company Limited (BHP) in anglonizozmeski Billiton plc.

## GLej tudi
- Vale S.A.
- Fortescue Metals
- ArcelorMittal